# Butor d'Australie
 (juillet 2018).
Botaurus poiciloptilus
Espèce
Répartition géographique
Statut de conservation UICN

 EN C1 : En danger
Le Butor d'Australie (Botaurus poiciloptilus) est une espèce d'oiseau de la famille des ardéidés qu’on retrouve en Australasie.

## Distribution
Ce butor se retrouve dans le sud-ouest et le sud-est du continent australien, en Tasmanie, en Nouvelle-Zélande, et en Nouvelle-Calédonie. Sa population est en déclin et la taille actuelle de la population est mal connue.

## Habitat
Le Butor d’Australie fréquente les marais densément peuplés de roseaux et de joncs.

## Nidification
Il niche en solitaire dans les roselières jusqu’à 2,5 m de haut. Le nid, placé non loin de l’eau libre, est une plate-forme de fibres végétales de 30 à 40 cm de diamètre, de 20 à 22 cm de haut et situé de 10 à 30 cm au-dessus du niveau de l’eau. Les œufs sont au nombre de 3 à 6 et l’incubation dure 25 jours. Seule la femelle incube les œufs.

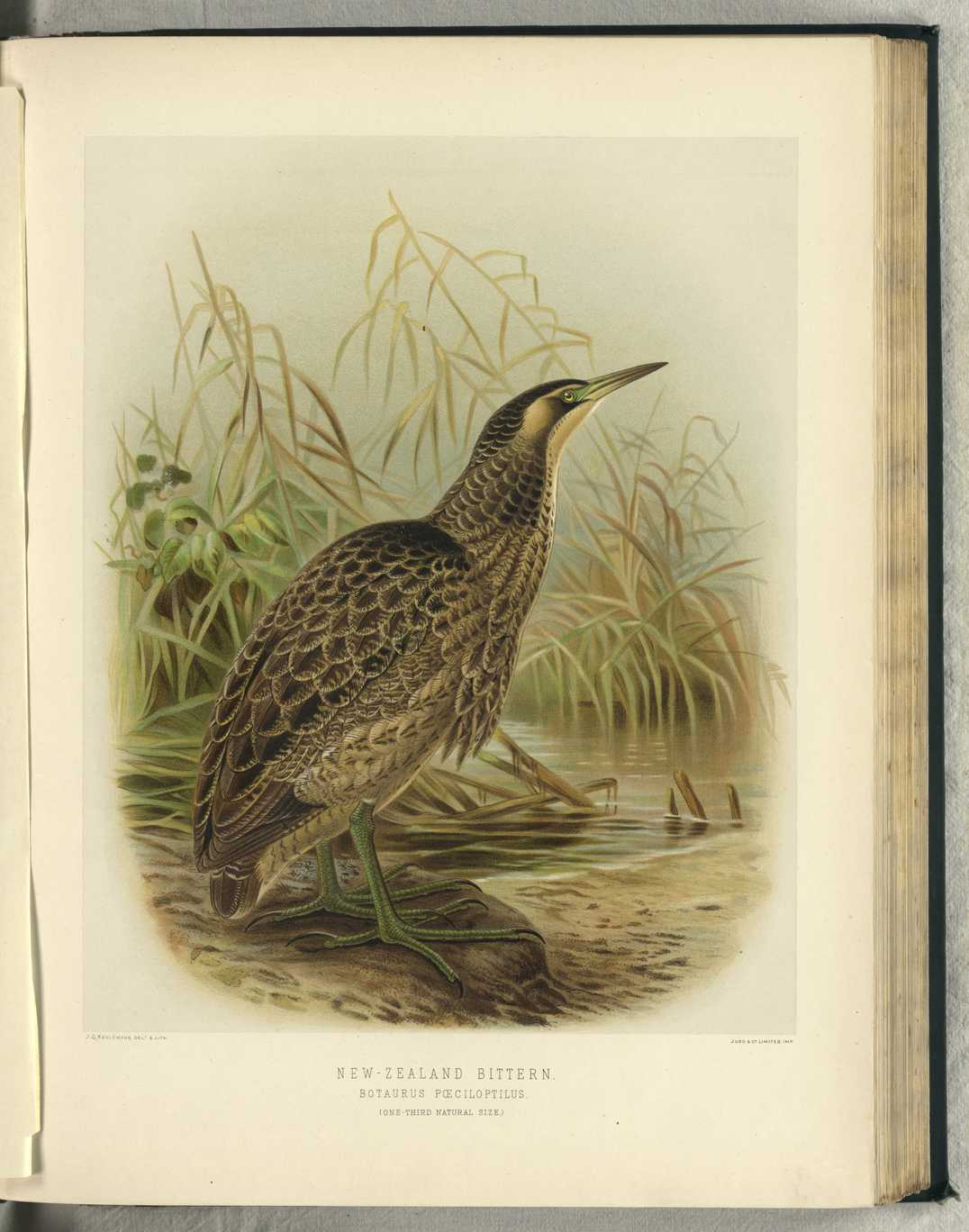
Illustration de John Gerrard Keulemans
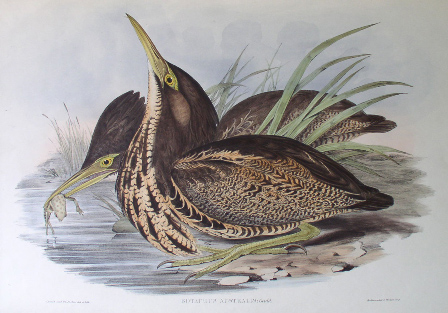
Illustration de John Gould